# زامبا زيمبولا
زامبا زيمبولا هو واحد من ملايين الافارقة الذين اختطفو من قبل الأوربيين، خاصة الإنكليز، وبيعوا لسكان قارة أمريكا الجديدة

## حياته
زامبا زيمبولا كان ابنا لملك قبيلة في الكونغو، ولد حوالي عام 1780 وفي أوائل العشرين من عمره دعا الكابتن الإنجليزي وينتون ليرافقه في رحلة العودة على (سفينة العبيد)لكنه فور وصوله اختطف وبيع كعبد. عمل زامبا في مزرعة لأكثر من اربعين عاما قبل الحصول على حريته. كتبت سيرته في عمل رائع يحمل اسم (حياة ومغامرات زامبا، ملك أفريقي)ونشر عام 1847.ويعتقد البعض ان الفيلم الكرتوني الشهير (الملك الاسد زيمبا) مستمد من حياة الملك زامبا ولكن على لسان حيوان.

## رحلته
تقول السيرة التي يرويها زامبا بنفسه:(دعاني الكابتن وينتون وروي لي أنه في بداية تجربته في التجارة بالعبيد ،رأى بعينيه كيف كان الافارقه المشحونون
داخل السفن يتكدسون فوق بعضهم البعض بكل مافي الكلمة من معنى، حيث يتم تكويمهم وهم محرومون من الهواء النقى وإمكانيات الحياة وكان كثيرون يعانون الأمراض والأوبئة ويعيشون مع فضلاتهم حتى يتوفى الكثير منهم قبل نهاية الرحلة فكان ان عمل الكابتن على توفير مكان أوسع وأنظف وتلقى معاملة إنسانية أفضل.
يقول زامبا: (فجأة مالت السفينة بشدة ولم يكن العبيد مستعدين فمالوا ووقعوا وغرق الكثير منهم ولما اكتشف وينتون ماحدث، حزن، لكن حزنه كان أكبر على ضياع بضعة آلاف من الدولارات كان سيتقاضاها ثمنا لهم).